# 坦皮尤特 (內華達州)
坦皮尤特（英語：Tempiute）是位於美國內華達州林肯縣的鬼鎮。

## 歷史
坦皮尤特的郵局於1953年設立，其後於1957年停運。

## 地理
坦皮尤特所處的海拔為高於海平面1863米（即6113英呎），而該地所採用的時區為UTC-8，即太平洋时区（PST）。同時該地設有夏令時間，為UTC-8調快一小時，即UTC-7（PDT）。